# هنري بوميروي دافيسون
هنري بوميروي دافيسون (بالإنجليزية: Henry Pomeroy Davison)‏ هو مصرفي أمريكي، ولد في 12 يونيو 1867 في تروي في الولايات المتحدة، وتوفي في 6 مايو 1922 في لوكوست فالي في الولايات المتحدة.